# Daniel Rudisha
Daniel Rudisha, född 11 augusti 1945 i Kilgoris i Rift Valley, död 6 mars 2019 i Kilgoris, var en kenyansk friidrottare.
Rudisha blev olympisk silvermedaljör på 4 x 400 meter vid sommarspelen 1968 i Mexico City.